# PopArb
popArb es un festival de música independiente hecha en Cataluña, celebrado desde 2005 en Arbucias, un pueblo de la provincia de Gerona (España).

## Historia
Arbucias era la sede tradicional de un festival organizado por la juventudes de ERC, llamado Acampada Jove, que decidió trasladar su sede. Así se decidió crear el popArb para que el pueblo no se quedara sin festival. La primera edición se realizó el 22 y el 23 de junio de 2005.
El 7 y el 8 de julio de 2006 fueron las fechas elegidas para la celebración de la segunda edición del festival.
En 2007 se celebró el fin de semana del 20 y 21 de julio.
La edición de 2008 se celebró el 27 y 28 de junio en diversas localizaciones del pueblo. Previamente se celebró un concierto de presentación el 29 de abril, en [la 2] de Apolo, que contó con la presencia de Sanjosex e Hidrogenesse.
La quinta edición se celebrará el 26 y 27 de junio de 2009.

## Cartel

### 2010
Aias, Anímic + Will Johnson, Beat Beat!, Bradien, Delafé y las Flores Azules, Dorian, Els Amics de les Arts, Els Surfing Sirles, Eneida Fever Dj! + Dj Miqui Puig, Extraperlo, Fred i Son, Joan Colomo, La Brigada, Maria Rodés, Mendetz, Mishima, Mujeres, Roger Mas, Rosa Luxemburg, Sanjosex, Standstill, Tarántula, The Pinker Tones, Txarly Brown + Xavier Ciurans, Very Pomelo.

### 2009
Aspet Weekend, Carles Mestre & La Sinfònica de Gavà, Delên, Dj Capo, Dj Delafé, Dj Guille Milkyway, Élena, Els nens eutròfics d'en Pedrals, iX, Joan Miquel Oliver, Joe Crepúsculo, La increíble història de Carles Carolina, La Sentina, Love of Lesbian, Manel, Mazoni, Miqui Puig y su Conjunto Eléctrico, Nueva Vulcano, Oliva Trencada, Phil Musical presenta: Angelina i els Moderns, Siamiss djs, The New Raemon, Two dead cats, Txarly Brown, Ultraplayback.

### 2008
Anímic, Carlos Cros y los 400 golpes, Conxita, Dj Bailable, Dj Barretina, Dj Phil Musical, El Guincho, El pèsol feréstec, El petit de Cal Eril, Facto Delafé y Las Flores Azules, Guillamino, ix!, La Banda Municipal del Polo Norte, La Casa Azul, Linn Youki, Madee, Manos de topo, Miqui Puig Dj, Mishima, Orchestra Fireluche, Roger Mas, Sanpedro, Sidonie, Sisa + Acapulco All Stars.

### 2007
Abús, Albaialeix, Carles Carolina, DJ Ángel Molina, Dj Facto vs Dj delafé, Dj Miqui Puig vs Dj Txarly Brown, Dj Phil Musical, Don Simón y Telefunken, Dorian, Dr. Mashirito, Electrocugat, Hidrogenesse, Joan Miquel Oliver, Los Carradine, Love of Lesbian, Mendetz, Miss Carrussel, Nosticsol, Òscar Abril Ascaso plus Sedcontra Avec Les Autres, Quimi Portet, Sanjosex, Standstill, The Light Brigade, Vyvian.

### 2006
Adrià Puntí, Albert Pla, Carburos, Conxita, Dèneu, Dj Diegoarmando, Dj Kosmos, Dj Phil Musical, Dr. Mashirito, Facto Delafé y las Flores Azules, Guerrilla Sound, Guillamino+Josep Pedrals, L'Ana és un koala, Le Petit Ramon, Les Philippes, Les Putes Djs, Mazoni, Miqui Puig Dj, Pau Riba i la banda dels lladres, Roger Mas, Selector Robado, The Dadaist, The Movidas, The Pinker Tones.

### 2005
12Twelve, An der Beat, Animic, Antònia Font, Astrud, Bankrobber gang Djs, Carburos, Dj 2D2, Dj Delafe, Dj La Novia de Miqui Puig + Dj Matalàs, dj la pell del diable, Dj Phil Musical, Dj rur, Erm, Glissando, Guillamino, Nevera, Refree, Sanjosex, Sisa.